# Заостровье (деревня, Лодейнопольский район)
Заостровье — деревня в Лодейнопольском городском поселении Лодейнопольского района Ленинградской области.

## История
Деревня Заостровье обозначена на плане западной части Лодейнопольского уезда издания 1818 года.
Деревня Заостровье, состоящая из 22 крестьянских дворов, упоминается на карте Санкт-Петербургской губернии Ф. Ф. Шуберта 1844 года.

ЗАОСТРОВЬЕ — село при речке Заостровье, впадающей в реку Свирь, число дворов — 51, число жителей: 122 м. п., 140 ж. п.; Церковь православная. Почтовая и обывательская станции. Ночлег для арестантов. Кузница. (1879 год)

Сборник Центрального статистического комитета описывал его так:

ЗАОСТРОВЬЕ — село бывшее государственное при речке Заостровье, дворов — 50, жителей — 284; Церковь православная, почтовая станция, 2 лавки. (1885 год)

В примечаниях к запискам одного из первых исследователей Ладожского озера капитана Я. Я. Мордвинова Заостровье описывается так:

Село Заостровье Лодейнопольского уезда, при речке Заостровье — левом притоке реки Свири, с почтовой станцией на архангельской большой дороге, не доезжая 20 верст до Лодейного Поля. С 1879 года в Заостровье существует Михайло-Архангельская церковь, приписанная к Горскому погосту. Часовня во имя Св. Архангела Михаила впоследствии перестроена в церковь. (1888 год)

Село относилось к Каномской волости Лодейнопольского уезда Олонецкой губернии.

ЗАОСТРОВЬЕ — деревня при реке Шамякше, население крестьянское: домов — 68, семей — 65, мужчин — 148, женщин — 185, всего — 333; некрестьянское: домов — 1, семей — 1, мужчин — 2, женщин — 4; лошадей — 98, коров — 91, прочего — 134. Волостное правление. Почтовая станция. Школа. (1905 год)

В конце XIX — начале XX века деревня административно относилась к Заостровской волости 1-го стана Лодейнопольского уезда Олонецкой губернии.
С 1917 по 1922 год село Заостровье входило в состав Горского сельсовета Заостровской волости Лодейнопольского уезда Олонецкой губернии.
С 1922 года в составе Ленинградской губернии.
С февраля 1927 года в составе Луначарской волости. С августа 1927 года в составе Заостровского сельсовета Лодейнопольского района. В 1927 году население деревни составляло 436 человек.
Согласно карте Ленинградской области Северо-западного аэрогеодезического треста ГГУ издания 1932 года деревня насчитывала 40 крестьянских дворов. В деревне располагалась почтово-телеграфная контора.
По данным 1933 года деревня Заостровье являлась административным центром Заостровского сельсовета Лодейнопольского района, в который входили 4 населённых пункта: деревни Верхняя Шоткуса, Заостровье, Филипповка, Шамакша, общей численностью населения 810 человек.
По данным 1936 года в состав Заостровского сельсовета входили 5 населённых пунктов, 230 хозяйств и 5 колхозов.

План деревни Заостровье. 1943 год

Согласно топографической карте РККА юга Карелии 1943 года деревня насчитывала 70 дворов, в деревне находились почта, церковь и сельсовет.
В 1958 году население деревни составляло 110 человек.
По данным 1966, 1973 и 1990 годов деревня Заостровье также входила в состав Заостровского сельсовета.
В 1997 году в деревне Заостровье Шамокшинской волости проживали 2 человека, в 2002 году — 23 человека (русские — 83 %).
В 2007 году в деревне Заостровье Лодейнопольского ГП проживали 10 человек.

## География
Деревня расположена в северо-западной части района на автодороге Р21 (E 105) «Кола» (Санкт-Петербург — Петрозаводск — Мурманск).
Расстояние до административного центра поселения — 18 км.
Расстояние до ближайшей железнодорожной станции Заостровье — 2 км.
Деревня находится на левом берегу реки Шамокша в месте её впадения в реку Свирь.

## Демография
| 1879 | 1885 | 1905 | 1997 | 2007 | 2010 | 2017 |
| ---- | ---- | ---- | ---- | ---- | ---- | ---- |
| 262  | ↗284 | ↘154 | ↘2   | ↗10  | ↘7   | →7   |

Национальный состав
Согласно данным Всероссийской переписи населения 2021 года в деревне проживали 16 человек, из них русские — 11 человек, остальные национальность не указали.

## Улицы
Песочная, Песочный переулок, Полевая, Центральная.